# Comuna de Janowiec
Janowiec (polaco: Gmina Janowiec) é uma gminy (comuna) na Polónia, na voivodia de Lublin e no condado de Puławski. A sede do condado é a cidade de Janowiec.
De acordo com os censos de 2004, a comuna tem 3611 habitantes, com uma densidade 45,7 hab/km².

## Área
Estende-se por uma área de 79 km², incluindo:
- área agricola: 47%
- área florestal: 35%

## Demografia
Dados de 30 de Junho 2004:
|                      | Total   | Total | Mulheres | Mulheres | Homens  | Homens |
| -------------------- | ------- | ----- | -------- | -------- | ------- | ------ |
|                      | pessoas | %     | pessoas  | %        | pessoas | %      |
| População            | 3611    | 100   | 1792     | 49,6     | 1819    | 50,4   |
| Densidade (pop./km²) | 45,7    | 100   | 22,7     | 22,7     | 23      | 23     |

De acordo com dados de 2002, o rendimento médio per capita ascendia a 1399 zł.

## Subdivisões
- Brześce, Brześce-Kolonia, Janowice, Janowiec, Nasiłów, Oblasy, Trzcianki, Wojszyn.

## Comunas vizinhas
- Kazimierz Dolny, Przyłęk, Comuna de Puławy, miasto Puławy, Wilków